# Overkill (chanson de Men at Work)
Pour les articles homonymes, voir Overkill (homonymie).
Singles de Men at Work
High Wire (en)
(1983) It's a Mistake (en)
(1983)
Overkill est un single datant de 1983 du groupe australien Men at Work, extrait de leur deuxième album, Cargo (en). Ce titre a été écrit par le chanteur et guitariste du groupe, Colin Hay. Il a atteint la 3e place dans les charts américains et la 21e place dans les charts anglais.
Son style musical est plutôt pop-folk, très différent du style à dominante reggae qu'on trouve dans les autres succès majeurs du groupe, Who Can It Be Now? et Down Under.
Colin Hay explique que le texte est lié au succès grandissant du groupe à cette époque, et traite de l'excitation et des inquiétudes qui viennent à l'occasion de changements majeurs dans la vie.

## Reprises
Colin Hay, ayant continué une carrière en solo, a repris la chanson en acoustique sur son album Man @ Work de 2003. Il la chante notamment dans l'épisode Mon exagération (My Overkill) de la série télévisée Scrubs, où il apparaît à diverses reprises.